# Clan of Xymox
Clan of Xymox ist eine Band aus Nijmegen, die 1984 aus der niederländischen Hausbesetzerszene hervorging und in den 1980er Jahren zu den bedeutendsten Vertretern im Dark-Wave-Umfeld zählte.
Gründungsmitglieder waren Ronny Moorings aus Den Haag und Anke Wolbert aus Eindhoven, die während ihrer Studienzeit in Nijmegen den Entschluss fassten, die Band Clan of Xymox – zunächst unter dem Namen Xymox – ins Leben zu rufen. Xymox wurde 1985 für das gleichnamige Debüt auf Clan of Xymox erweitert, 1987 jedoch erneut auf Xymox verkürzt.
Nachdem die Band in den 1990er Jahren in der Versenkung verschwunden war, feierte sie 1997, nun wieder mit vollständigem Bandnamen und Dark-Wave-Songs, ihr Comeback.

## Die Anfänge (1984–1989)
Inspiriert von der musikalischen Aufbruchstimmung der späten 1970er und frühen 1980er Jahre, entschied Ronny Moorings sein eigenes Projekt zu gründen. Als Anregung diente die Neue Deutsche Welle, die zu jener Zeit mit Künstlern wie DAF, Die Krupps, den Einstürzenden Neubauten und Geisterfahrer über die Grenzen in die Niederlande kam. Simultan dazu breitete sich die britische Gothic-Welle mit Gruppen wie Bauhaus, Virgin Prunes, The Cure, The Sisters of Mercy und vielen anderen auf dem europäischen Festland aus und hinterließ bei Moorings deutliche Spuren.

### Subsequent Pleasures
1984 legten Ronny Moorings und Anke Wolbert den Grundstein für Xymox, nach einigen Auftritten in den Niederlanden lösten beide das Projekt allerdings kurzzeitig auf, da Anke aufgrund eines Studienwechsels nach Amsterdam übersiedelte. Ronny Moorings folgte ihr einige Zeit später nach und zusammen komponierten und veröffentlichten sie ihre erste EP Subsequent Pleasures im 8-Spur-Tonstudio Octopus Records. Anke Wolbert übernahm dabei den Gesang bei dem Track Call It Weird. Mit dieser, auf 500 Exemplare limitierten Veröffentlichung erlangte das noch junge Projekt ein wenig Popularität in Ländern wie Frankreich, Deutschland und den Niederlanden.
Mit Pieter Nooten, den Moorings vor seinem Umzug nach Amsterdam in Nijmegen kennenlernte, absolvierten Xymox einen Auftritt in Paris. Weitere Konzerte folgten. Die Originalversion dieser Vinyl-EP hat sich im Laufe der Jahre zu einem vielgesuchten Sammlerstück entwickelt, für das zum Teil horrende Summen gezahlt werden.

### 4AD
Nach einem Konzert der Cocteau Twins in Nijmegen traf Moorings durch Zufall auf das Duo Dead Can Dance, das die Cocteau Twins als Vorgruppe begleitete. Die sich daraus entwickelnde Freundschaft und eine darauf folgende Tournee beider Gruppen verhalfen Moorings eigenem Projekt zu mehr Bekanntheit und durch das noch mit Pieter Nooten eingespielte Demo-Material (erschienen auf der 1994er Wiederveröffentlichung von Subsequent Pleasures) zu einem Plattenvertrag mit dem britischen Label 4AD. Nach drei Konzerten zusammen mit Dead Can Dance verließ Pieter Nooten das Xymox-Projekt zunächst aufgrund persönlicher Probleme.

### Clan of Xymox
Die Aufnahmen zum ersten Album Clan of Xymox begannen. Pieter Nooten wurde für kommende Live-Auftritte durch Frank Weyzig am Keyboard ersetzt. Eigens für die Studio-Arbeiten kehrte Nooten zurück, wodurch Weyzig die Gitarren-Parts übernahm. Mit Jos Heijnen setzten Xymox erstmals einen Live-Schlagzeuger ein, der jedoch noch während der Albumproduktion aus der Band ausschied und durch einen Drumcomputer ersetzt wurde.
Clan of Xymox wurde anschließend erfolgreich vermarktet und verkaufte parallel zu einer Tour durch Europa mehr als 100.000 Einheiten. Mit Veröffentlichung des ersten Albums 1985 änderte sich auch der Bandname: aus „Xymox“ wurden „Clan of Xymox“. Durch Teilnahme an den berühmten John-Peel-Sessions konnte die Band ihren Bekanntheitsgrad nochmals steigern.

### Fernsehpräsenz
Nach einem Konzert in Barcelona begannen die Dreharbeiten an dem Videoclip A Day. Dieser wurde in Cadaqués gedreht, ein Teil davon vor Salvador Dalís Haus. 4AD zeigten sich interessiert und kauften das Video, Musiksender wie MTV und Super Channel übertrugen A Day europaweit und verhalfen der Band zu weiterer Popularität.

### Medusa
Trotz projektinterner Differenzen und der unbeabsichtigten Tilgung der Originalversion des Tracks Michelle während der Studioarbeiten gelang die Fertigstellung des 1986er Albums Medusa, das von John Fryer produziert wurde. Die Platte wurde ein internationaler Erfolg und übertraf die Verkaufszahlen des ersten Longplayers Clan of Xymox. Titel wie Louise und Back Door sowie die Neuaufnahme von Michelle avancierten zu Hits und steigerten den Bekanntheitsgrad von Clan of Xymox in Teilen der USA und Mexiko.

### Twist of Shadows
1988 erschien die Single Blind Hearts / A Million Things, mit der Clan of Xymox – namentlich nun wieder zurückgekürzt auf „Xymox“ – in den USA auf Platz 1 der Import-Charts gelangten. Nach einer Tour durch die Vereinigten Staaten trennte sich die Band von 4AD und unterschrieb einen Vertrag bei dem Major-Label Polygram.
Die Arbeiten am dritten Album Twist of Shadows begannen, und Anke Wolbert komponierte hierbei den nächsten Hit der Band: Imagination. Mit der Veröffentlichung des Albums 1989 folgten weitere Auftritte in den USA, bereits nach Ende der Tournee waren vom Album Twist of Shadows über 300.000 Exemplare verkauft worden. Mit dem kommerziellen Erfolg machten sich auch verstärkt Veränderungen in der Musik von Xymox bemerkbar, die sich stufenweise einem eingängigeren Pop- und Dance-Stil zuwandten.

## Die Xymox Ära (1989–1997)

### Phoenix
Mittlerweile waren Xymox nach London gezogen und widmeten sich zunehmend der Pop- und Dance-Musik, wie es sich schon bei Twist of Shadows angedeutet hatte. Phoenix war 1991 das letzte Album, bei dem Anke Wolbert und Pieter Nooten mitwirkten, bald darauf verließen beide die Band. Nooten, der bereits 1987 mit Michael Brook das Album Sleeps with the Fishes auf 4AD veröffentlichte, ist heute als Solomusiker aktiv.

### MetamorphosisundHeadclouds
Nachdem Phoenix hinter den Erwartungen zurückgeblieben war und sich Polygram von der Band getrennt hatte, nahm Ronny Moorings weitestgehend im Alleingang die Alben Metamorphosis und Headclouds auf, die stark vom damaligen Manchester Rave inspiriert waren und nicht mehr an die vorherigen Erfolge anknüpfen konnten.

## Die Rückkehr (seit 1997)

### Hidden Faces
1997 beendete Ronny Moorings die Xymox-Ära, zog wieder in die Niederlande und meldete sich mit einer neuen Besetzung zurück. Das Album Hidden Faces erschien beim deutsch-amerikanischen Independent-Label Tess Records und kennzeichnete die Wiederauferstehung von Clan of Xymox. Produziert wurde die Platte von Dave M. Allen (The Sisters of Mercy, The Cure) und John A. Rivers (Dead Can Dance). Musikalisch bot das Album eine Symbiose aus Gothic-Rock-Gitarren, Wave-Keyboards und emotionalem Gesang, das zeitgemäß an die alte Clan-of-Xymox-Ära anknüpfte. Nach dem Release von Hidden Faces gingen Clan of Xymox 1997/98 auf Tour und spielten auf diversen Festivals wie dem WGT in Leipzig oder dem Zillo Festival. Die Singleauskopplungen Out of the Rain und This World erreichten die Top 10 der deutschen Independentcharts und hohe Platzierungen in den Alternative Charts weltweit.

### Creatures
Das Album Creatures erschien 1999 beim nordamerikanischen Label Metropolis Records und in Europa bei Pandaimonium Records, während die Alben Clan of Xymox und Medusa in den USA wiederveröffentlicht wurden. Am Gothic-Rock-Klang wurde bei Creatures festgehalten, und auch das Keyboard blieben vorhanden. Auf diese Veröffentlichung folgte eine umfangreiche Welttournee und Auftritte auf diversen Festivals, der Song Consolation wurde zudem als Single ausgekoppelt. Creatures erhielt weltweit positive Kritiken von der Fachpresse und erreichte gute Plätze in den Alternative Charts.

### LiveundLiberty
2000 tourten Clan of Xymox durch Europa, die USA, Kanada und Lateinamerika. Im August wurde dann das Live-Album Live mit den Auftritten in Süd- und Zentralamerika sowie die Single Liberty fertiggestellt und im Oktober 2000 veröffentlicht, während sie ihre Europatournee fortsetzten.

### Notes from the Underground
Das Album Notes from the Underground erschien 2001 und wurde von manchen Kritikern als das bisher beste Album von Clan of Xymox betitelt. Es erreichte den ersten Platz in den Musicfolio Charts der USA und den zweiten Platz der DAC Charts sowie einige andere hohe Positionen in diversen Charts weltweit. Auch wenn vereinzelte Titel wie Liberty oder Something Wrong noch stark mit Gitarrenklängen untermalt waren, so traten diese auf dem Album etwas zurück, und dem Keyboard wurde etwas mehr Raum gelassen.

### Remixes from the UndergroundundThere’s No Tomorrow
Remixes from the Underground erschien 2002 und enthielt sämtliche Titel von Notes from the Underground in Remix-Versionen sowie die erste Video-CD von Clan of Xymox. Die Remixe waren rein elektronisch und stammten von namhaften Künstlern wie Front 242 und Assemblage 23. Einige Monate später wurde die Single There’s No Tomorrow veröffentlicht.

### Farewell
Als 2003 Farewell erschien, erreichte das Album den ersten Platz in den DAC Charts, den zweiten in den World DJ Charts und weitere hohe Positionen in anderen Alternative Charts weltweit. Das waren die bis dahin höchsten Chartplatzierungen von Clan of Xymox, womit der Erfolg von Notes from the Underground noch übertroffen wurde. Musikalisch ging es stärker in die Elektro-Richtung, auch wenn die Gitarren nicht gänzlich verschwanden und in einigen Stücken immer noch den Hauptpart bildeten.

### Best-of-Album
Im September 2004 erschien ein Best-of-Album von Clan of Xymox. Es enthielt einige Neuaufnahmen (also keine Remixes) von einigen alten Stücken wie A Day oder Louise aus der 4AD-Zeit sowie eine Sammlung von Titeln, über die die Fans auf der Internetseite von Clan of Xymox abstimmen konnten. Auch das Best-of-Album kam in die Top 10 einiger Alternative Charts und erreichte den ersten Platz der DAC Charts.

### Weak in My KneesundBreaking Point
Im Januar 2006 erschien die Maxi-Single Weak in My Knees, nachdem Clan of Xymox mittlerweile von den Niederlanden nach Leipzig in Deutschland gezogen waren. Dies war eine tiefgehende Veränderung für die Band, weshalb das neue Album den Titel Breaking Point erhielt. Musikalisch wurde entgegen den beiden Vorgängern und der Single wieder mehr Wert auf ruhigere Stücke gelegt, obgleich auch weiterhin einige Clubtitel darauf enthalten waren.

### DVDVisible
Im März 2008 veröffentlichte die Band das DVD-Album Visible. Auf der limitierten Doppel-Disk-Ausgabe befindet sich neben vielen Live-Aufnahmen auch ein Interview mit Ronny Moorings sowie weiteres Bonusmaterial.

### Weitere Veröffentlichungen
Nach einem Labelwechsel zur Trisol Music Group erschien 2009 das Album In Love We Trust, begleitet von der Single Emily. Zwei Jahre später kam der Longplayer Darkest Hour heraus. Im Jahr 2012 wurde die Platte Kindred Spirits veröffentlicht, auf der sich ausschließlich Coverversionen von Liedern anderer Künstler, u. a. David Bowie (Heroes), Depeche Mode (A Question of Time), The Cure (A Forest) oder New Order (Blue Monday), befinden. 2014 folgte das Album Matters of Mind, Body & Soul, 2017 das Album Days of Black und 2020 das Album Spider on the Wall.

### Filmmusik
In den 1980er Jahren untermalte der Song Stranger die letzte Szene der 21. Episode der Fernsehserie The Hitchhiker. Der Track In Your Arms Again vom Album Darkest Hour fand 2011 in David Finchers Film Verblendung Verwendung. Für den Soundtrack des Thrillers The Guest von Adam Wingard wurden im Jahr 2014 gleich drei frühe Songs von Clan of Xymox benutzt: Masquerade, A Day und Cry in the Wind.

## Diskografie

### Alben
- 1985: Clan of Xymox
- 1986: Medusa
- 1989: Twist of Shadows
- 1991: Phoenix
- 1992: Metamorphosis
- 1993: Headclouds
- 1997: Hidden Faces
- 1999: Creatures
- 2001: Notes from the Underground
- 2003: Farewell
- 2006: Breaking Point
- 2009: In Love We Trust
- 2011: Darkest Hour
- 2014: Matters of Mind, Body & Soul
- 2017: Days of Black
- 2020: Spider On The Wall (Album)
- 2021: Limbo
- 2024: Exodus

### Maxis und EPs
- 1984: Subsequent Pleasures (Mini-Album)
- 1985: A Day / Stranger (EP)
- 1985: A Day (Maxi-Single)
- 1986: Louise / Michelle (Maxi-Single)
- 1986: Muscoviet Musquito (Maxi-Single)
- 1988: Blind Hearts / A Million Things (Maxi-Single)
- 1989: Obsession (Maxi-Single)
- 1989: Imagination (Maxi-Single)
- 1991: Phoenix of My Heart (Maxi-Single)
- 1991: At the End of the Day (Maxi-Single)
- 1992: Dream On (Maxi-Single)
- 1993: Reaching Out (Maxi-Single)
- 1993: Spiritual High (Maxi-Single)
- 1997: Out of the Rain (Maxi-Single)
- 1998: This World (Maxi-Single)
- 1999: Consolation (Maxi-Single)
- 2000: Liberty (Maxi-Single)
- 2002: There's No Tomorrow (Maxi-Single)
- 2006: Weak in My Knees (EP)
- 2007: Heroes (Maxi-Single)
- 2009: Emily (Maxi-Single)
- 2020: She (EP)
- 2020: Lovers (EP)
- 2020: All I Ever Know (EP)
- 2020: Spider On The Wall (EP)
- 2021: Brave New World (EP)
- 2021: Big Brother (EP)
- 2022: Save Our Souls (Digital Single Release)

### Sonstige Veröffentlichungen
- 1994: Subsequent Pleasures (Re-Release)
- 1995: Remix (unauthorized, "contains only RADIO edits, contains NO real remixes, COX says : DON'T BUY !"[1])
- 1996: Total Mayhem (Game, CD-Rom)
- 1999: Revenant (Game, CD-Rom)
- 2000: Live
- 2001: The John Peel Sessions
- 2002: Remixes from the Underground
- 2004: The Best of
- 2008: Visible (DVD)
- 2011: Live at the Castle Party (CD+DVD, live)
- 2012: Kindred Spirits (Coveralbum)
- 2014: Subsequent Pleasures (Re-Issued und Remastered)
- 2021: The John Peel Sessions (Re-Issued und Remastered)